# San Miguel (kanton)
San Miguel – kanton w Ekwadorze, w prowincji Bolívar. Stolicą kantonu jest San Miguel.